# Nooksack
Nooksack é uma cidade localizada no estado norte-americano de Washington, no Condado de Whatcom.

## Demografia
Segundo o censo norte-americano de 2000, a sua população era de 851 habitantes. Em 2006, foi estimada uma população de 909, um aumento de 58 (6.8%).

## Geografia
De acordo com o United States Census Bureau tem uma área de 1,8 quilômetros quadrados, dos quais 1,8 quilômetros quadrados cobertos por terra e 0,0 quilômetros quadrados cobertos por água.

## Localidades na vizinhança
O diagrama seguinte representa as localidades num raio de 16 quilômetros ao redor de Nooksack.